# Sabato
Sabato är en flod i den italienska regionen Kampanien. Den är 50 kilometer lång och är en biflod till floden Calore Irpino. Ortnamnet är en förvanskning av benämningen på ett italiskt folkslag, sabinerna.